# Ruf aus dem Äther
Ruf aus dem Äther ist ein 1948 gedrehtes, österreichisches Filmdrama des Regisseurs Georg C. Klaren und des Produzenten G. W. Pabst, der auch die künstlerische Oberleitung innehatte. Der junge Oskar Werner ist hier in einer seiner ersten Filmrollen zu sehen.

## Handlung
Die wirtschaftliche Not hat in den ersten Jahren nach Ende des Zweiten Weltkriegs zahlreiche Menschen in den Grenzgebieten mitteleuropäischer Staaten in die Schmuggelei getrieben. Eine Schmugglerbande im österreichisch-schweizerischen Grenzland bedient sich bei ihren Aktivitäten eines Kurzwellensenders, mit dem deren Mitglieder leichter miteinander kommunizieren und sich gegebenenfalls absprechen können, sollte Gefahr drohen. Während die Bande wieder einmal mit unverzollter Ware unterwegs ist, erkrankt die Tochter desjenigen Bauern, in dessen Hütte man das Hauptquartier aufgeschlagen hat, schwer. Zwischenzeitlich hat sich eine bergsteigende Medizinstudentin ebenfalls in der Hütte eingefunden. 
Die junge Frau macht dem allein zurückgebliebenen Funker der Schmuggler klar, dass das Leben des Mädchens bedroht sei und dass man unbedingt mit dem vorhandenen Sender Hilfe herbeirufen müsse. So setzt schließlich der Funker einen entsprechenden Hilferuf ab, den jedoch auch die Grenzpolizei mithört. Die ist dankbar darüber, dass sie den Grenzschmugglern auf diese Weise endlich auf die Spur gekommen ist und entsendet sogleich einen kleinen Trupp. Zeitgleich wird das vom erkrankten Kind dringend benötigte Medikament in ein Flugzeug gebracht und losgeschickt. Die Schmugglerbande ist entsetzt darüber, dass ihr Funker sie alle durch seinen Notruf gefährdet hat und eilt zur Hütte zurück, um sich ihn vorzuknöpfen. Doch die Bergpolizei ist bereits vor Ort und kann die Bande dingfest machen.

## Produktionsnotizen
Ruf aus dem Äther entstand im Atelier von Wien-Sievering und im schneebedeckten Dachstein-Gebiet. Die Premiere erfolgte stark verspätet am 5. Januar 1951 in Baden-Baden, die österreichische Erstaufführung fand am 2. Februar desselben Jahres in Wien statt.
Josef W. Beyer übernahm die Produktionsleitung, die Filmbauten entwarf Fritz Jüptner-Jonstorff. Der 1930er-Jahre-Kurzzeitstar Toni van Eyck ist hier in seiner letzten Filmrolle zu sehen.

## Kritik
Das Lexikon des Internationalen Films meinte knapp: „Ein gut gespielter Zeit- und Kriminalfilm, der spannende Unterhaltung mit moralischem Anspruch verbindet.“